# Werner Jakober
Werner Jakober – szwajcarski strzelec, mistrz świata.
Był związany z miastem Glarus, należał do tamtejszego miejskiego stowarzyszenia strzeleckiego (Stadtschützengesellschaft Glarus). 
Jakober czterokrotnie w swojej karierze stawał na podium mistrzostw świata, zdobywając 1 złoto, 2 srebra i 1 brąz. Jedyny złoty medal wywalczył na turnieju w 1947 roku w karabinie dowolnym w trzech postawach z 300 m drużynowo (skład reprezentacji: Robert Bürchler, Emil Grünig, Otto Horber, Werner Jakober, Louis Schlapbach). Jedyne indywidualne miejsce na podium osiągnął dwa lata później, gdy został wicemistrzem świata w karabinie dowolnym klęcząc z 50 m (okazał się gorszy wyłącznie od Roberta Bürchlera). 

## Medale mistrzostw świata
Opracowano na podstawie materiałów źródłowych:
| Mistrzostwa       | Konkurencja                                         | Wynik             | Miejsce |
| ----------------- | --------------------------------------------------- | ----------------- | ------- |
| Sztokholm 1947    | Karabin dowolny, trzy postawy, 300 m, drużynowo     | 5500 pkt. (druż.) |         |
| Buenos Aires 1949 | Karabin standardowy, trzy postawy, 300 m, drużynowo | 2486 pkt. (druż.) |         |
| Buenos Aires 1949 | Karabin dowolny, trzy postawy, 300 m, drużynowo     | 5508 pkt. (druż.) |         |
| Buenos Aires 1949 | Karabin dowolny klęcząc, 50 m                       | 390 pkt.          |         |